# سیارک ۲۶۵۲۸
سیارک ۲۶۵۲۸ (به انگلیسی: 26528 Genniferubin، نامگذاری:2000CL92)۲۶۵۲۸مین سیارک کشف شده‌است که در ۰۶ فوریه ۲۰۰۰ کشف شد.